# Idioma movima
El movima es una lengua indígena hablada en la provincia de Yacuma, departamento del Beni, en Bolivia; por unas 1400 personas, según los datos del Censo Indígena Rural de Tierras Bajas de 1994. Es junto con el español una de lenguas ofíciales del municipio de Santa Ana del Yacuma. 
Desde la promulgación del decreto supremo N.º 25894 el 11 de septiembre de 2000 el movima es una de las lenguas indígenas oficiales de Bolivia, lo que fue incluido en la Constitución Política al ser promulgada el 7 de febrero de 2009.

## Situación actual
Como señala Haude (2012), a pesar de contar con cientos de hablantes, el movima es considerado una lengua en peligro de extinción. Según el estudio de PROEIB Andes (2001), la etnia movima cuenta con 6516 miembros, de los cuales el 76.4% es monolingüe en castellano, y sólo un 0.5% es monolingüe en movima; más aún, gran parte de los hablantes monolingües son ya adultos o ancianos, mientras que casi todos los niños son monolingües en castellano. Actualmente existen una serie de iniciativas para promover el mantenimiento del idioma, como, por ejemplo, la implementación de cursos en movima en diversas instituciones.  

## Clasificación
Se le considera una lengua aislada. Hasta ahora no se ha mostrado ningún parentesco convincente con ninguna otra lengua de la región, a pesar de algunas similitudes léxicas con el itonama.

## Descripción lingüística

### Fonología
El movima tiene cinco vocales:
|         | Anterior | Central | Posterior |
| ------- | -------- | ------- | --------- |
| Cerrada | i        |         | u         |
| Media   | e        |         | o         |
| Abierta |          | a       |           |

/e/ y /o/ tienen articulaciones más similares a [ɛ] y [ɔ], respectivamente, que a las vocales semicerrada [e] y [o]. La distinción de cantidad vocálica es fonémica, aunque algunos procesos prosódicos pueden alargar fonéticamente las vocales fonológicamente breves. El movima no posee tono.
El inventario de consonantes viene dado por:
|             |             | Labial | Alveolar | Alveolar | Palatal | Velar | Velar | Glotal |
| central     | lateral     | Labial | simple   | lab.     | Palatal |       |       | Glotal |
| ----------- | ----------- | ------ | -------- | -------- | ------- | ----- | ----- | ------ |
| Nasal       | Nasal       | m      | n        |          |         |       |       |        |
| Oclusiva    | pulmónica   | p      | t        |          | tʃ      | k (ɡ) | kʷ    |        |
| Oclusiva    | implosiva   | ɓ      | ɗ        |          |         |       |       |        |
| Fricativa   | Fricativa   | (f) β  | s        | ɬ        |         |       |       | h      |
| Aproximante | Aproximante |        |          | l        | j       |       | w     | jˀ     |
| vibrante    | vibrante    |        | r        |          |         |       |       |        |

La oclusiva /p/ se realiza como [p] en ataque silábico pero se articula [pʔm] (que constrata con el fonema nasal simple /m/) en la coda silábica. De manera análoga, /t/ y /k/ se realizan como [tʔn] y [ʔɤ] (i.e., como una oclusiva glotal con una relajación vocálica), respectivamente, en la coda silábica. En las palabras que empiezan pro vcal y entre vocales adyacentes, aparece una oclusiva glotal epentética.
Los fonemas /f/ y /ɡ/ sólo aparecen en los préstamos léxicos del español.

### Clases de palabras
Como señala Haude (2012), los sustantivos y los verbos son las clases de palabras principales en movima. Los adjetivos forman una subclase de los sustantivos, mientras que los elementos referenciales y las partículas (p.ej. rey(ka) ‘pues; otra vez’, jayna ‘ya’, po:ra(ka) ‘rápido’ etc.) constituyen clases cerradas aparte. Como señala la autora, la diferencia entre sustantivos y verbos es sutil. Los dos pueden ocurrir como predicados y como argumentos. Los verbos no llevan marca morfológica de tiempo, modo o aspecto, y los sustantivos no son marcados por las categorías nominales típicas de caso, género y número. Sin embargo, hay ciertos criterios que permiten distinguir una clases de otra, como, por ejemplo, el hecho de que los sustantivos requieran el sufijo -ti’ para convertirse en palabras que denotan una acción.

### Morfología
En cuanto a las características morfológicas del movima, se puede señalar lo siguiente (Haude, 2012): 
- La mayoría de morfemas gramaticales en movima son sufijos, como p.ej. el sufijo causativo -poj y el inverso -kay en jiran-poj-kay [bonito-CAUS-INV] 'me gusta'. El movima presenta sólo un prefijo: n-, que se combina con elementos referenciales y se traduce como ‘en’ o ‘con’, como p.ej. n-usko [n-3SG] 'con él'. El movima presenta, además, infijos, que son morfemas gramaticales que se insertan dentro de la base lexical, como p.ej. el marcador de voz directa <a> en kay<a:>poj ‘darle de comer’.
- En el movima, se observan procesos de composición e incorporación, que consisten en la combinación de dos morfemas lexicales. El resultado de la composición es un sustantivo, como p.ej. mo’incho ‘chivé’ + bubuńkwa ‘masa’ > mo'incho:-bun̍ ‘masa de chivé’, mientras que el resultado de la incorporación es un verbo, como p.ej. sal-na [buscar-DR] ‘buscar’ + ka:na ‘comida’ > sal-a-ka:na [buscar-DR-comida] ‘buscar comida’. Se distinguen, además, diferentes procesos de reduplicación, como p. ej. la reduplicación de un pie yámbico, que ocurre con sustantivos y crea un predicado posesivo como en pola~pola:ta ‘tener dinero’; así como también diferentes tipos de clitización, a saber: la clitización interna, la clitización externa y la clitización neutral. A manera de ejemplo se presenta en (1) una forma de clitización interna, que toma como base un verbo transitivo e indica que el pronombre personal representa el primer argumento del verbo:

| (1) | kay-a-poj-a=us           |
|     | comer-DR-CAUS-VC=3.M.AUS |
|     | ‘Él le da de comer.’     |

- En cuanto a la morfología verbal, existen una serie de afijos verbales que influyen en la transitividad del verbo, como por ejemplo: el sufijo de voz directa-na, que indica que el verbo es transitivo y que el primer argumento que sigue al predicado, ligado por clitización interna, es el agente de la acción, como en (2); el sufijo de voz inversa -kay, que se combina con verbos transitivos e indica que el argumento ligado por clitización interna al predicado es el paciente de la acción, como en salkay 'me buscan' y łe’kay ‘me patean’; el reflexivo/recíproco -cheł, que forma verbos intransitivos e indica que el argumento es agente y paciente al mismo tiempo, como en tikoycheł 'matarse mutuamente' / 'suicidarse'; el impersonal -’i, que forma también verbos intransitivos e indica el resultado de una acción o que la acción tiene que cumplirse, como en rał’i kis chinała ‘hay que arrancar la yuca’ / 'se arranca la yuca'; el agentivo -e:łe, que forma verbos intransitivos e indica que se está llevando a cabo una acción, ya sea una acción que dura cierto tiempo o que se hace habitualmente, como en (3); entre otros. Se distinguen también otros afijos verbales que no afectan la transitividad del verbo, como p.ej. el causativo -poj en kay-a:-poj ‘dar de comer (= hacer que otro coma)’, el desiderativo -sicha’kwa en joysicha’kwa ‘querer irse’, el intensificador -u’ o -ay’ en jatu’na ‘pegar fuerte’ y suyay’na ‘quitarle completamente’, entre otros.

| (2) | sal-na=us                           | dichi:ye | is     | purańdi            |
|     | buscar-DR=ART.M                     | niño     | ART.PL | almendras.de.totaí |
|     | ‘El niño buscó almendras de totaí.’ |          |        |                    |

| (3) | kinos                            | kwe:ya | buka’   | wul-e:łe   | ni-kis     | kwajta’ |
|     | ART.F.AUS                        | mujer  | DUR.MOV | sembrar-AG | OBL-ART.PL | maíz    |
|     | ‘La mujer va sembrando el maíz.’ |        |         |            |            |         |

- En el movima, se observan diferentes procesos de nominalización, mediante los cuales se forman nombres a partir de verbos, tales como: la nominalización de acción, que se realiza a través del sufijo -wa y hace referencia a una acción, como en (4); la nominalización de agente, que se realiza mediante la terminación -pa y denota el agente de la acción, como en tolkara:na ‘robar cosas’ >  tolkarana:pa ‘ladrón’; y la nominalización de lugar, que se realiza mediante el sufijo -kwina e indica el lugar donde se lleva a cabo la acción, como en (5):

| (4) | yey-na                                | as    | joy-wa’ |
|     | querer-DR                             | ART.N | ir-NML  |
|     | ‘Quiero irme.’ (Lit. ‘Quiero mi ir.’) |       |         |

| (5) | a’ko                                   | manaye-kwina=i    | is     | chujań-di          |
|     | PRO:3.N                                | encontrar-LUG=3PL | ART.PL | motacú-CLF:semilla |
|     | ‘Aquí encuentran almendras de motacú.’ |                   |        |                    |

- En cuanto a la morfología nominal, la posesión se marca en los sustantivos a través de un elemento referencial, ligado al sustantivo por cliticización interna, como en koya=n [árbol-2SG] 'tu árbol'. El movima presenta, además, marcas morfológicas para indicar posesión alienable e inalienable, como p.ej. el sufijo de posesión alienable -kwa, que indica que una cosa inalienable está separada de aquello a lo que pertenece, como en ruł’i ‘mi lengua’ > rułkwa ‘lengua suelta’.
- En el movima, se observan también procesos de verbalización, mediante los cuales se forman verbos a partir de nombres, como por ejemplo: la verbalización de acción, que se realiza a  través del verbalizador -ti y denota la acción de producir la entidad u otra acción típica asociada con ella, como en bayɫimti’ ‘hacer chaco’ y mi:sa:ti’ ‘ir a misa’; y la verbalización de lugar, que se realiza a través del sufijo -maj, que crea verbos con el significado ‘estar en X’, como en ariwammaj ‘estar arriba’ y sele:maj ‘estar en la hamaca’.
- En cuanto a los adjetivos, estos constituyen una subclase de los sustantivos, ya que se dejan combinar fácilmente con los sufijos típicos de los sustantivos. En movima, se distinguen dos tipos de adjetivos: los adjetivos simples, que no se dejan dividir en varias partes, como p.ej. los nombres de colores, como ra:pal ‘rojo’ y se:rej ‘amarillo’; y los adjetivos compuestos, que contienen una raíz nominal ligada o un clasificador, como p.ej. los términos numéricos nativos, tales como sota’ra ‘uno’, oyra ‘dos’, tasra ‘tres’, etc.
- El movima presenta un sistema muy rico de elementos referenciales, tales como: los artículos, los pronombres personales, independientes y ligados, y los demostrativos. Todos estos elementos indican género (masculino y femenino para seres humanos, y neutro para animales y cosas), número (singular y plural; el plural se usa también para masas y líquidos) y presencia o ausencia del referente. Los artículos pueden indicar relaciones temporales, como se observa en (6). Los demostrativos, que forman la clase más grande, indican si el referente está parado, echado o elevado, como se observa en (7), y si está cerca o lejos, como se observa en (8):

| (6) | as  | pa:ko | ‘el perro (que está aquí)’         |
|     | kos | pa:ko | ‘el perro (que está en otro lado)’ |
|     | os  | pa:ko | ‘el perro (que ya no existe)’      |

| (7) | kore’                                      | en-ɫa:baɫ        | as    | bote:liya |
|     | DEM.N.PAR                                  | parado-CLF.suelo | ART.N | botella   |
|     | ‘Aquella botella está parada en el suelo.’ |                  |       |           |

| (8) | kolwa                 | pawa:-na    | as    | mu:sika |
|     | DEM.N.EL.DIST         | escuchar-DR | ART.N | música  |
|     | ‘Escucho esa música.’ |             |       |         |

### La oración
En lo que respecta a las características de la oración en movima, se puede señalar lo siguiente (Haude, 2012): 
- En la oración intransitiva, aquella que se compone de un predicado y un argumento, el predicado ocurre, generalmente, primero y es seguido por el argumento, como se observa en (9):

| (9) | jiwa:wa    | usko      |
|     | venir      | PRO.M.AUS |
|     | ‘Vino él.’ |           |

- La oración transitiva se compone de dos argumentos. Así como en la oración intransitiva, el predicado ocurre, por lo general, primero y los argumentos después, como se observa en (10):

| (10) | tikoy-na                    | us        | itila:kwa | os        | mimi:di |
|      | matar-DR                    | ART.M.AUS | hombre    | ART.N.PAS | víbora  |
|      | ‘El hombre mató la víbora.’ |           |           |           |         |

- En movima, se observan diferentes tipos de oraciones/frases complejas, a saber: las frases relativas, que se usan para modificar un sustantivo, como en (11); las frases de complemento, que funcionan como argumento de un predicado, como en (12), y las frases adverbiales, que constituyen un sintagma nominal de circunstancia, como en (13):

| (11) | kinos               | kwe:ya | di’ | jiwa:wa |
|      | ART.F.AUS           | mujer  | REL | venir   |
|      | ‘la mujer que vino’ |        |     |         |

| (12) | yey-na                                       | as    | joy-wa=n |
|      | querer-DR                                    | ART.N | ir-NML=2 |
|      | ‘Quiero que vayas.’ (Lit.: ‘Quiero tu ida.’) |       |          |

| (13) | n-os                                                           | salmo-wa=sne,      | jayna | ɫaḿɫaḿ  |
|      | OBL-ART.N.PAS                                                  | volver-NML=3.F.AUS | ya    | bañarse |
|      | ‘Cuando volvió, ya se bañó.’ (lit.: “A su vuelta ya se bañó.”) |                    |       |         |

- Por último, en el movima, una oración negativa es introducida por la partícula kas, la cual ocurre delante del predicado, como se observa en (14). En cuanto a las preguntas, estas se marcan por entonación. Algunas formas interrogativas típicas en movima son é:ɫe ‘¿quién?’, kémara ‘¿para qué?’, éɫeɫa’a ‘¿qué es?’, entre otras.

| (14) | kas           | ji:sa-na:-wa |
|      | NEG           | hacer-DR-NML |
|      | ‘No lo hago.’ |              |